# Kloster, Steiermark
Kloster är en ort i Österrike. Den ligger i kommunen Deutschlandsberg i förbundslandet Steiermark, Orten var till och med 2014 huvudort i kommunen Kloster som även omfattade orten Rettenbach.